# Ahrista
Ahrista est le nom d'un cultivar de pommier domestique.
Espèce
Classification APG III (2009)
Nom botanique (ancien) : Malus domestica Borkh 'Ahrista'.

## Origine
'TRS 15T3' x 'Elstar'.
Ahrista a été développée à l'institut de recherches d'Ahrensburg, en Allemagne, en 1995.

## Description
Chair jaune clair, ferme, juteuse, sucrée, acidulée, bon arôme.

Récolte: fin août-déb. sept., 

Consommation : de début septembre à mi-octobre.

Variété protégée depuis 1999.

Résiste à la tavelure.